# 금상초등학교
금상초등학교는 대한민국 경기도 성남시 중원구에 있는 공립 초등학교이다.

## 학교 연혁
- 1995-02-28 금상국민학교 설립인가
- 1995-09-01 금상국민학교 개교-23학급 편성
- 1995-09-01 초대 김채훈 교장 취임
- 1996-03-01 금상초등학교로 개칭하여 31학급 편성
- 1996-05-06 개교기념식
- 1997-03-01 33학급 편성
- 1998-03-01 34학급 편성
- 1999-03-01 38학급 편성
- 1999-09-01 최상근 교장 취임
- 1999-10-15 교실 증축
- 2000-02-15 제4회 졸업(총831명)
- 2001-02-17 제5회 졸업 (총 1116명)
- 2001-03-15 컴퓨터실 2개 확충
- 2001-04-17 자연 관찰장 조성
- 2002-02-14 체육관 준공
- 2002-02-18 제6회 졸업식(총 1315명 배출)
- 2003-02-18 제7회 졸업식(총 1547명 배출)
- 2004-02-17 제8회 졸업식(총 1835명 배출)
- 2005-02-17 제9회 졸업식(총 2086명 배출)
- 2006-02-17 제10회 졸업식(총 2312명 배출)
- 2006-03-15 학교숲 조성
- 2007-02-14 제11회 졸업식(총 2517명 배출)
- 2007-09-01 과학실 현대화
- 2008-02-19 제12회 졸업식(총 2733명 배출)
- 2008-03-01 28학급편성(특수학급 포함)
- 2008-12-20 인조 잔디 운동장 준공
- 2009-01-19 한울채 도서관 완공
- 2009-02-18 제13회 졸업식(총2,917명 배출)
- 2009-11-02 e-푸른 성남 금상 영어체험센터 개관
- 2010-02-12 제14회 졸업식(총3,085명 배출)
- 2011-02-16 제15회 졸업식(총3,249명 배출)
- 2012-02-15 제16회 졸업식(총 3,382명 배출)
- 2012-03-02 제6대 최훈희 교장선생님 교장 부임
- 2013-02-15 제17회 졸업식(총 3,512명 배출)
- 2013-02-15 화장실 준공검사
- 2014-02-14 제18회 졸업식(총 128명 배출)
- 2015-02-13 제19회 졸업식(총 76명 배출)

## 참고 자료
- 금상초등학교 - 한국교육학술정보원 학교알리미